# Triana, Alabama
Triana là một thị trấn thuộc quận Madison, tiểu bang Alabama, Hoa Kỳ. Dân số năm 2009 là 502 người, mật độ đạt 155 người/km².